# أرمينوفيل
أرمينوفيليا (بالأرمنية: հայասեր) هي ظاهرة تعبير شخص غير أرمني عن عشقه وحبه وتقديره لأرمينيا وثقافتها ومجتمعتها وتطورها وشعبها. قد تنطبق المصطلح على كل أولئك الذين عرضهم الحماس في الثقافة الأرمنية وإلى أولئك الذين يدعمون الأسباب سياسية أو اجتماعية الشعب الأرمني. أثناء وبعد الحرب العالمية الأولى والإبادة الجماعية للأرمن انطبق المصطلح على أشخاص مثل هنري مورغنثاو الذي عمل على القاء الضوء والانتباه إلى ضحايا المذابح والترحيل، والمساعدات للاجئين. كما تم اطللاق على الرئيس وودرو ويلسون وثيودور روزفلت أرمينوفيليا ويرجع ذلك جزئيًا إلى دعمهم لإنشاء يلسوني أرمينيا.
في الاستعمال الحديث، يستخدم هذا المصطلح في بعض الأحيان (وخصوصًا في تركيا وأذربيجان)، كإدعاء يعبر التحيز، وخاصًة عندما يطبق على أولئك الذين يدعمون بنشاط الاعتراف بالإبادة الجماعية للأرمن أو أولئك الذين يدعمون موقف الأرمن في نزاع قره باغ الجبلية والاعتراف في جمهورية ناجورنو قرة باغ.

## أبرز الأرمينوفيل

### العصور الوسطى
- ديفيد الرابع (1073–1125): ملك جورجيا.[2]

### الصعور الحديثة
- جورج غوردون بايرون (1788-1824): شاعر إنجليزي.[3]
- ثيودور روزفلت (1858-1919): رئيس الولايات المتحدة السادس والعشرين.[4]